# الدوري التشيكوسلوفاكي 1985–86
الدوري التشيكوسلوفاكي 1985–86 هو الموسم 79 من الدوري التشيكوسلوفاكي ‏. أشرف على تنظيمه اتحاد جمهورية التشيك لكرة القدم، وكان عدد الأندية المشاركة فيه 16، وفاز فيه MFK Vítkovice ‏.